# Schlater
Schlater è una città (town) degli Stati Uniti d'America, situata nella contea di Leflore, nello Stato del Mississippi.